# Microsoft Defender
Microsoft Defender (dříve Windows Defender, známý též pod původním jménem Microsoft AntiSpyware) je softwarový produkt společnosti Microsoft na ochranu proti malware. Dostupný byl prvně jako program proti spyware ke stažení na Windows XP. U systému Windows Vista a Windows 7 byl již integrován. Od Windows 8 funguje jako plnohodnotný antivirový program a nahradil původní Microsoft Security Essentials. Od dostupnosti v sytému Windows 10 je kvalitně hodnocen jako ostatní (i placené) antivirové programy. Od roku 2016/2017 se umísťuje na předních místech v hodnocení ochrany systému.
Je k dispozici ke stažení pro MacOS, pro iOS a Android je dostupný v oficiálních obchodech s aplikacemi. Ve Windows je již předinstalovaný (integrovaný), případně je dostupný skrze Microsoft Store. Ochrana je dostupná pod hlavičkou Windows Security.

## Typy produktů
Program na ochranu systému, služeb a programů je obsažen v několika produktech Microsoftu. Přehled všech produktů je dostupný na webu Microsoftu. Zde je výčet několika využití:
- Microsoft Defender XDR[4]
- Microsoft Defender for Cloud[5]
- Microsoft Defender for Endpoint[6]
- Microsoft Defender for Office 365[7]
- Microsoft Defender for Identity[8]
- Microsoft Defender for Cloud Apps[9]
- Microsoft Defender Vulnerability Management[10]
- Microsoft Defender Threat Intelligence[11]

Pod hlavičkou Microsoft Security je však širší portfolio produktů.

## Historie a schopnosti
Windows Defender je založen na produktu GIANT AntiSpyware, který byl původně vyvíjen společností GIANT Company Software. Tato firma byla 16. prosince 2004 zakoupena právě společností Microsoft. V roce 2005 na konferenci RSA Security Bill Gates poprvé představil Windows Defender (tehdy ještě pod názvem Microsoft AntiSpyware).
Produkt neumí pouze vyhledávání spyware v systému, ale obsahuje i nástroje na monitorování některých částí systému, které mohou být spyware zneužívány. Mezi další funkce se řadí možnost snadné odinstalace ActiveX komponent ze systému.